# Илија Арнаутовић
Илија Арнаутовић (Ниш, 7. јули 1924 — Љубљана, 23. јануар 2009) био је српски и словеначки архитекта, те ђак чувеног словеначког архитекте Едварда Равникара.. Добитник је словеначке Прешернове награде (1969) за конструкцију кварта SŠ-6 у Љубљани са коауторима Александром Першином и Јанезом Вовком. 

## Рад
- 1970-1974 Блок 28 (Нови Београд)
- 1971-1981 кварт ˝BS3˝ (Бежиград, Љубљана) [3]
- 1983–1986: Жун II (Оран, Алжир)